# Мьера (река)
Мьера (исп. Río Miera) — река на севере Испании, которая проходит через территорию автономного сообщества Кантабрия и впадает в районе города Сантандера в Бискайский залив.
Берёт своё начало в горном перевале Портильо-де-Лунада, между пиками Кастро-Вальнера и Пикон-дель-Фрайле, проходя по территории одноимённой долины (исп. Valle del Miera)(частично или полностью земли муниципалитетов Соба, Сан-Роке-де-Риомьера, Мьера, Льерганес, Риотуэрто и Руэсга), впадает в Сантандерскую бухту и тем самым в Бискайский залив, в районе поселения Кубас, по которому и названо устье (Ría de Cubas).
По-видимому, упоминалась ещё Помпонием Мела как Magrada или Mégrada.
Из-за воздействия человека на окружающую среду (загрязнение вод, строительство плотины около артиллерийской фабрики и др.), многие виды рыб исчезли, например, лосось. Тем не менее, даже несмотря на небольшую длину — 41 км, Мьера, и расположенная по её течению долина, остаются одним из самых примечательных природных и историко-культурных объектов Кантабрии.